# Overkill (álbum)
Overkill é o segundo álbum de estúdio da banda Motörhead, de 1979. Foi o primeiro deles lançado pela  Bronze Records e chegou à posição #24 das paradas inglesas. O disco teve grande impacto na cultura punk inglesa da época, pavilhando o caminho para o street punk.

## Visão geral
A Bronze Records contratou a banda em 1978 e deu-lhes tempo para trabalharem nos estúdios Wessex em Londres para o single de Richard Berry, Louie, Louie e uma nova canção intitulada Tear Ya Down. A banda excursionou para promover o single enquanto a Chiswick Records lançava o álbum Motörhead em vinil branco para manter o bom momento do álbum. As vendas do single deram a oportunidade da banda de se apresentar no programa de televisão da BBC, Top of the Pops. O que deu a gravadora Bronze a confiança necessária para a banda gravar o seu segundo álbum.
O primeiro foi editado a gravação do single Overkill com Too Late, Too Late com o lado B com edições de "7" e "12". Este álbum teve uma produção muito melhor que o seu antecessor. Três semanas depois da primeira edição, uma edição especial de 15.000 cópias foi lançada em vinil verde.
O álbum foi editado em cassete, CD e disco de vinil pela Castle Communications em 1988 junto com Another Perfect Day.

## Faixas
Todas as canções foram escritas por Kilmister, Clarke e Taylor.
| Lado um |                            |         |  |
| N.º     | Título                     | Duração |  |
| 1.      | "Overkill"                 | 5:12    |  |
| 2.      | "Stay Clean"               | 2:40    |  |
| 3.      | "(I Won't) Pay Your Price" | 2:56    |  |
| 4.      | "I'll Be Your Sister"      | 2:51    |  |
| 5.      | "Capricorn"                | 4:06    |  |

| Lado dois |                  |         |  |
| N.º       | Título           | Duração |  |
| 6.        | "No Class"       | 2:39    |  |
| 7.        | "Damage Case"    | 2:59    |  |
| 8.        | "Tear Ya Down"   | 2:39    |  |
| 9.        | "Metropolis"     | 3:34    |  |
| 10.       | "Limb from Limb" | 4:54    |  |

| Reissue bonus tracks (CMC International Records 1996 Reissue) |                                              |         |  |
| N.º                                                           | Título                                       | Duração |  |
| 11.                                                           | "Too Late Too Late" ("Overkill" B-side)      | 3:25    |  |
| 12.                                                           | "Like a Nightmare" ("No Class" B-side)       | 4:13    |  |
| 13.                                                           | "Louie Louie" (Single A-side; Richard Berry) | 2:47    |  |
| 14.                                                           | "Tear Ya Down" (Instrumental version)        | 2:39    |  |
| 15.                                                           | "Louie Louie" (Alternative version; Berry)   | 2:52    |  |

### Reedição da Sanctuary Records de 2005 - Disco de luxo duplo
Todas as canções escritas e compostas por Kilmister, Taylor e Clarke, exceto onde anotado.
| Disco um |                            |         |  |
| N.º      | Título                     | Duração |  |
| 1.       | "Overkill"                 | 5:12    |  |
| 2.       | "Stay Clean"               | 2:40    |  |
| 3.       | "(I Won't) Pay Your Price" | 2:56    |  |
| 4.       | "I'll Be Your Sister"      | 2:51    |  |
| 5.       | "Capricorn"                | 4:06    |  |
| 6.       | "No Class"                 | 2:39    |  |
| 7.       | "Damage Case"              | 2:59    |  |
| 8.       | "Tear Ya Down"             | 2:39    |  |
| 9.       | "Metropolis"               | 3:34    |  |
| 10.      | "Limb from Limb"           | 4:54    |  |

| Disco dois |                                                           |         |  |
| N.º        | Título                                                    | Duração |  |
| 1.         | "Louie Louie" (Single A-side; Richard Berry)              | 2:47    |  |
| 2.         | "Louie Louie" (Alternative version; Berry)                | 2:52    |  |
| 3.         | "Louie Louie" (Alternative version 2; Berry)              | 2:45    |  |
| 4.         | "Tear Ya Down" ("Louie Louie" B-side)                     | 2:41    |  |
| 5.         | "Tear Ya Down" (Alternative version)                      | 2:41    |  |
| 6.         | "Tear Ya Down" (Instrumental version)                     | 2:39    |  |
| 7.         | "Too Late Too Late" ("Overkill" B-side)                   | 3:25    |  |
| 8.         | "Like a Nightmare" ("No Class" B-side)                    | 4:13    |  |
| 9.         | "Like a Nightmare" (Alternative version)                  | 4:27    |  |
| 10.        | "Louie Louie" (BBC Radio 1 John Peel Session '78; Berry)  | 2:46    |  |
| 11.        | "I'll Be Your Sister" (BBC Radio 1 John Peel Session '78) | 3:15    |  |
| 12.        | "Tear Ya Down" (BBC Radio 1 John Peel Session '78)        | 2:39    |  |
| 13.        | "Stay Clean" (BBC Radio 1 In-Concert '79)                 | 3:03    |  |
| 14.        | "No Class" (BBC Radio 1 In-Concert '79)                   | 2:43    |  |
| 15.        | "I'll Be Your Sister" (BBC Radio 1 In-Concert '79)        | 3:35    |  |
| 16.        | "Too Late Too Late" (BBC Radio 1 In-Concert '79)          | 3:24    |  |
| 17.        | "(I Won't) Pay Your Price" (BBC Radio 1 In-Concert '79)   | 3:19    |  |
| 18.        | "Capricorn" (BBC Radio 1 In-Concert '79)                  | 4:14    |  |
| 19.        | "Limb from Limb" (BBC Radio 1 In-Concert '79)             | 5:26    |  |

## Recepção
| Críticas profissionais | Críticas profissionais |
| Avaliações da crítica  | Avaliações da crítica  |
| Fonte                  | Avaliação              |
| ---------------------- | ---------------------- |
| allmusic               | [ 5 ]                  |
| Blender                | [ 6 ]                  |

A revista Kerrang! listou o álbum na posição 46 dentre os "100 Maiores Álbuns de Heavy Metal de Todos os Tempos".
Em 2005, Overkill foi ranqueado #340 no livro da revista Rock Hard dos  "500 Maiores Álbuns de Rock & Metal de Todos os Tempos.

## Créditos
- Lemmy Kilmister - Vocal, Baixo
- Eddie Clarke - Guitarra
- Phil Taylor - Bateria